# Kim So-eun
Kim So-eun (* 6. September 1989 in Namyangju, Gyeonggi-do) ist eine südkoreanische Schauspielerin die bei Fantagio Entertainment unter Vertrag steht. Sie ist vor allem bekannt durch die Rolle der Chu Ga-eul in dem Fernsehdrama Boys Over Flowers.
In dem Film Mourning Grave (2014) spielt sie einen Geist der sich mit einem Jungen anfreundet, der Geister sehen kann. Darauf folgte eine Hauptrolle in der Manga-Adaption Liar Game.
Aktuell ist sie an der Chung-Ang University im Fach Theater und Film eingeschrieben.

## Filmografie

### Filme
- 2004: Two Guys (투 가이즈)
- 2006: Family Matters (모두들, 괜찮아요? Modu-deul, Gwaenchanayo?)
- 2006: Fly, Daddy, Fly (플라이대디)
- 2007: The Show Must Go On (우아한 세계 Uahan Segye)
- 2007: Someone Behind You (두 사람이다 Du Saramida)
- 2014: Mourning Grave (소녀괴담 Sonyeo Goedam)
- 2014: Entangled (현기증 Hyeongijeung)

### Fernsehserien
- 2005: Jamae Bada (자매 바다; MBC)
- 2007: Chosun Police (별순검 시즌1; MBC) … Episode 9
- 2009: Cheonchu Taehu (천추태후; KBS)
- 2009: Boys Over Flowers (꽃보다 남자; KBS)
- 2009: Gyeolhon Mothaneun Namja (결혼 못하는 남자; KBS)
- 2010: Barambureo Joeun Nal (바람불어 좋은 날; KBS2)
- 2011: Cheon Beon-ui Immatchum (천 번의 입맞춤 ‚Music and Lyrics‘; MBC)
- 2012: Secret Angel (秘密天使 시크릿 엔젤; sohu.com)
- 2012: Happy Ending (해피엔딩; JTBC)
- 2012: Maui (마의; MBC)
- 2014: Liar Game (라이어 게임, tvN)